# ハイト眞露
ハイト眞露（ハイトジンロ、ジンロ、新字体:真露）は、焼酎（ソジュ）を中心とした酒類の製造・販売を幅広く手がける韓国の酒造会社、またはその主力商品の焼酎の銘柄の一つである。本社はソウル市江南区。なお「眞露」は日本語では“Jinro（ジンロ）”と呼ばれている。

## 概要
韓国国内においては有名なブランドで、多くの人に飲まれている。
1924年に平安南道龍岡郡で張学燁が創業した真泉醸造商会が前身で、朝鮮戦争で南へ逃れ、1953年にソウルに移転して「眞露」を発売した。
一時は酒造業以外にも進出し、眞露グループを形成するまでに至ったが、1997年のアジア金融危機の影響で不渡りをだしグループは解体される。2006年にハイトビールに買収され現在の社名に変更した。
日本においては在日韓国・朝鮮人が経営する焼肉店、韓国人経営の朝鮮料理店などで古くから飲まれていたが、2000年以降の焼酎ブームと韓流ブームが相まり輸入量が増えコンビニでも販売されるほどになった。日本法人の眞露株式会社（JINRO INC.）（2012年5月まで眞露ジャパン）は1988年に設立し、本社は東京都港区六本木に置く。
韓国では、1998年に発売された眞露のニューバージョンである「チャミスル」（참이슬）も人気である。チャミスルは「真」の朝鮮語固有語である「チャム」（참：まこと、本当）と、「露」の朝鮮語固有語である「イスル」（이슬：つゆ）から命名された。朝鮮語の漢字は本来音読のみだが、日本語で言うところの訓読や当て字のような用法でつけられた名前であり、日本語で例えれば「真露」と書いて「まことのつゆ」と読むような感覚である。竹炭で3回濾過しており、従来あった雑味や異臭などが除去されているのが売りである。またアルコール度数も21度で、従来の眞露（25度）より低くなっている。
2022年8月16日、全国民主労働組合総連盟系の所属の労働組合員らが、ソウル市江南区にあるハイト眞露本社ビルに乱入の上、籠城する事件を起こした。
キリンホールディングスおよび麒麟麦酒との関わりが深く、当社商品の日本での取り扱いは、真露が輸入と引取を行い、麒麟麦酒が流通と販売を担当する。逆に韓国でのキリン一番搾り生ビール等のキリン商品は、ハイト真露が販売を担当している。

## キャッチコピー
- ジンロ、それは楽し〜〜い、お酒
- ジンロって、気持ちいい〜〜お酒

## 焼酎以外の製品
焼酎以外にはウイスキーの生産も行っている。「Vip 100% Scotch Whisky」（スコッチ原酒100%）は、1986年のIWSCのブレンデッド・スコッチ・ウイスキー部門で、スコットランド以外で瓶詰めされたウイスキーとして唯一受賞した。（参照）
また、ロッテ酒類とともにワインの生産も行っている。
ミネラルウォーターの「石水」も眞露が製造・販売している。
1994年、眞露クアーズ（じんろクアーズ）を設立した。「CASS」ブランドでビール事業に新規参入し、1999年にOBビールに売却するまで、韓国3社目のビールメーカーであった。
2016年現在、CASSブランドのビールはOBが引き続き製造・販売している。

## 日本でのCMキャラクター
- 左とん平（JINROのCM「王様編」「裸の王様編」の唄を担当）
- 岡崎体育（JINROのCMに出演、2016年6月 - )
- オクラホマ  (北海道地区限定、JINROのCMに出演)
- 佐久間由衣  (WEB CM「恋スル！チャミスル」に出演)[2]
- 小関裕太  (WEB CM「恋スル！チャミスル」に出演)[2]
- 林カラス  (WEB CM「恋スル！チャミスル」に出演)[2]